# Noomi Rapace
Noomi Rapace (pronunție în suedeză [noʊmi rəpɑːs] născută Norén; n. 28 decembrie 1979, Hudiksvall, Comitatul Gävleborg, Suedia) este o actriță suedeză. Ea a căpătat faima internațională prin portretizarea lui Lisbeth Salander în filmele suedezo-daneze din Trilogia Millennium: The Girl with the Dragon Tattoo, The Girl Who Played with Fire și The Girl Who Kicked the Hornets' Nest. De asemenea ea mai este cunoscută pentru rolul lui Leena în Beyond (2010), Anna în The Monitor (2011), Madame Simza Heron în Sherlock Holmes: A Game of Shadows (2011), rolul principal al Dr. Elizabeth Shaw în filmul science-fiction al lui Ridley Scott Prometheus (2012), și Beatrice în Dead Man Down (2013).

## Filmografie

### Film
| An   | Titlu                                 | Rol                | Note |
| ---- | ------------------------------------- | ------------------ | --- |
| 1988 | In the Shadow of the Raven            |                    | |
| 1997 | Sanning eller konsekvens              | Nadja              | |
| 2001 | Röd jul                               | Kvinna på krog     | |
| 2003 | En utflykt till månens baksida        | Andrea             | |
| 2003 | Capricciosa                           | Elvira             | |
| 2004 | Älskar, älskar och älskar             | Nelly              | |
| 2005 | Lovisa och Carl Michael               | Anna Rella         | |
| 2005 | Toleransens gränser                   | Mom                | |
| 2005 | Blodsbröder                           | Veronica           | |
| 2006 | Enhälligt beslut                      | Amira              | |
| 2006 | Du & jag                              | Maja               | |
| 2006 | Sökarna: Återkomsten                  | Enforcer           | |
| 2007 | Daisy Diamond                         | Anna               | Bodil Award for Best Actress Robert Award for Best Actress |
| 2009 | The Girl with the Dragon Tattoo       | Lisbeth Salander   | Guldbagge Award for Best Actress Nymphe d’Or for Best Actress in a TV-Mini-Series Nymphe d’Or for Best Actress New York Film Critics Online Award for Breakthrough Performer Satellite Award for Best Actress – Motion Picture Drama Empire Award for Best Actress Nominalizare—BAFTA Award for Best Actress in a Leading Role Nominalizare—Broadcast Film Critics Association Award for Best Actress Nominalizare—European Film Award for Best Actress Nominalizare—Houston Film Critics Society Award for Best Actress Nominalizare—Las Vegas Film Critics Society Award for Best Actress Nominalizare—London Film Critics Circle Award for Actress of the Year Nominalizare—Saturn Award for Best Actress Nominalizare—St. Louis Gateway Film Critics Association Award for Best Actress |
| 2009 | The Girl Who Played with Fire         | Lisbeth Salander   | |
| 2009 | The Girl Who Kicked the Hornets' Nest | Lisbeth Salander   | |
| 2010 | Beyond                                | Leena              | São Paulo International Film Festival Award for Best Actress Nominalizare—Guldbagge Award for Best Actress |
| 2011 | The Monitor                           | Anna               | Rome Film Festival for Best Actress Also known as Babycall |
| 2011 | Sherlock Holmes: A Game of Shadows    | Madame Simza Heron | Nominalizare—Teen Choice Award for Choice Movie Actress: Action |
| 2012 | Prometheus                            | Elizabeth Shaw     | Nominalizare—Teen Choice Award for Best Movie Breakout |
| 2013 | Dead Man Down                         | Beatrice           | |
| 2013 | Passion                               | Isabelle           | |
| 2014 | A Portrait of Noomi Rapace            | Ea însăși          | |
| 2014 | The Drop                              | Nadia              | |
| 2015 | Child 44                              | Raisa Demidova     | |
| 2015 | Unlocked                              |                    | |
| 2015 | The Price                             |                    | |
| 2015 | Alive Alone                           | Sarah              | |
| 2017 | Seven Sisters                         | Karen Settman      | |
| 2018 | Stockholm                             | Bianca Lind        | |
| 2020 | Secretele noastre                     | Maja               | |
| 2021 | Miel                                  | Maria              | |
| 2021 | Călătorie bestială                    | Lisa               | |
| 2022 | You Won't Be Alone                    | Bosilka            | |
| 2022 | Crabul negru                          | Caroline Edh       | |
| TBA  | The Price                             | Claire             | Post-producție |
| TBA  | Assassin Club                         | Falk               | |

### Televiziune
| An        | Titlu         | Rol              | Note                              |
| --------- | ------------- | ---------------- | --------------------------------- |
| 1996–1997 | Tre kronor    | Lucinda Gonzales | 12 episoade                       |
| 2001      | Pusselbitar   | Marika Nilsson   | miniserial TV                     |
| 2002      | Stora teatern | Fatima           | miniserial TV                     |
| 2003      | Tusenbröder   | Hemvårdare       | Episodul "Tusenbröder II – Del 5" |
| 2007–2008 | Labyrint      | Nicky            | 12 episoade                       |

### Videoclipuri
| An   | Video            | Artist             | Note |
| ---- | ---------------- | ------------------ | ---- |
| 2012 | "Doom and Gloom" | The Rolling Stones |      |
| 2014 | "eez-eh"         | Kasabian           |      |

## Premii și nominalizări
| Premiu                                             | An   | Categoria                           | Lucrare                                                                                             | Rezultat     |
| -------------------------------------------------- | ---- | ----------------------------------- | --------------------------------------------------------------------------------------------------- | ------------ |
| Bodil Awards                                       | 2008 | Best Actress                        | Daisy Diamond                                                                                       | Câștigat     |
| Robert Award                                       | 2008 | Best Actress                        | Daisy Diamond                                                                                       | Câștigat     |
| European Film Awards                               | 2009 | Best Actress                        | The Girl with the Dragon Tattoo                                                                     | Nominalizare |
| Nymphe d’Or                                        | 2010 | Best Actress in a TV-Mini-Series    | Millennium Trilogy (TV version)                                                                     | Câștigat     |
| Nymphe d’Or                                        | 2010 | Best Actress                        | The Girl with the Dragon Tattoo                                                                     | Câștigat     |
| Broadcast Film Critics Association Award           | 2010 | Best Actress                        | The Girl with the Dragon Tattoo                                                                     | Nominalizare |
| Guldbagge Awards                                   | 2010 | Best Actress                        | The Girl with the Dragon Tattoo                                                                     | Câștigat     |
| Houston Film Critics Society                       | 2010 | Best Actress                        | The Girl with the Dragon Tattoo                                                                     | Nominalizare |
| Las Vegas Film Critics Society Award               | 2010 | Best Lead Actress                   | The Girl with the Dragon Tattoo                                                                     | Nominalizare |
| New York Film Critics Online Award                 | 2010 | Breakthrough Performer              | The Girl with the Dragon Tattoo                                                                     | Câștigat     |
| Satellite Awards                                   | 2010 | Best Actress – Motion Picture Drama | The Girl with the Dragon Tattoo                                                                     | Câștigat     |
| St. Louis Gateway Film Critics Association         | 2010 | Best Actress                        | The Girl with the Dragon Tattoo                                                                     | Nominalizare |
| Saturn Award                                       | 2010 | Best Actress                        | The Girl with the Dragon Tattoo                                                                     | Nominalizare |
| São Paulo International Film Festival              | 2010 | Best Actress                        | Beyond                                                                                              | Câștigat     |
| Hollywood Film Festival                            | 2010 | Spotlight Award                     | | Câștigat     |
| London Film Critics' Circle                        | 2011 | Actress of the Year                 | The Girl with the Dragon Tattoo                                                                     | Nominalizare |
| Empire Awards                                      | 2011 | Best Actress                        | The Girl with the Dragon Tattoo                                                                     | Câștigat     |
| BAFTA Awards                                       | 2011 | Best Leading Actress                | The Girl with the Dragon Tattoo                                                                     | Nominalizare |
| Academy of Science Fiction, Fantasy & Horror Films | 2011 | Best Actress                        | The Girl with the Dragon Tattoo                                                                     | Nominalizare |
| Broadcast Film Critics Association Awards          | 2011 | Best Actress                        | The Girl with the Dragon Tattoo                                                                     | Nominalizare |
| Central Ohio Film Critics Association              | 2011 | Breakthrough Film Artist            | The Girl Who Played with Fire The Girl Who Kicked the Hornet's Nest The Girl with the Dragon Tattoo | Nominalizare |
| Guldbagge Awards                                   | 2011 | Best Actress                        | Beyond                                                                                              | Nominalizare |
| International Emmy Awards                          | 2011 | Best Performance by an Actress      | Millennium                                                                                          | Nominalizare |
| Rome Film Festival                                 | 2011 | Best Actress                        | The Monitor                                                                                         | Câștigat     |
| Teen Choice Awards                                 | 2012 | Choice Movie Actress - Action       | Sherlock Holmes: A Game of Shadows                                                                  | Nominalizare |
| Teen Choice Awards                                 | 2012 | Choice Movie Breakout               | Prometheus                                                                                          | Nominalizare |
| Amanda Awards                                      | 2012 | Best Actress                        | The Monitor                                                                                         | Câștigat     |